# ロルヒ (ラインガウ)
ロルヒ (ドイツ語: Lorch, ドイツ語発音: [ˈlɔrç]) はドイツ連邦共和国ヘッセン州ダルムシュタット行政管区のラインガウ＝タウヌス郡に属す市である。この街はワイン造りと観光の町である。この街は世界遺産ライン渓谷中流上部に属す。

## 地理

### 位置
ロルヒはラインガウ＝タウヌス郡の最も西側、ヴィスパー川がライン川に注ぐ河口に位置しており、ヘッセン州最西端の自治体である。街はビンガー・ロッホのライン川屈曲部から北に約 10 km のラインガウ山地北西の支脈に位置している。市域は、中心部からライン川を遡るとベッヒャーグルントや斜面にキャンプ場が設けられたボーデンタールを過ぎ、タウヌス山地の主脈の端にあたるトイフェルスカドリヒの急斜面、ライン川里程の 534.5 km 付近のシュピースバッハの間近まで達する。ライン川を下るとラインラント＝プファルツ州カウプとの市境に面したニーダータール、ライン川里程の 544 km に至る。ここはヘッセン州の最低地点で、高さ 71.1 m の噴水が設けられている。リューデスハイム・アム・ラインとザンクト・ゴアールスハウゼンとの間の中間部分にあたるライン川の絵画的な風景は、自然保護下にある中州ロルヒャー・ヴェルトや街の中心部のヴィスパー川の河口がある非常に狭いライン中流渓谷が開けていくことを特徴としている。市街部は、ロルヒと郡庁所在地のバート・シュヴァルバッハとを結ぶ州道 L3033号線沿いに森の豊かなヴィスパータール内に延びている。急斜面のブドウ畑と深く切れ込んだ深い森が、ロルヒ周辺の風景を形成している。最高地点はエスペンシートの北、州境に近いヒンターローで、高度は約 465 m である。本市は州認定の保養地となっている。

### 隣接する市町村
隣接する市町村は、北から時計回りに、ライン川ライン右岸がカウプ、ザウアータール、デルシャイト（その共同林）、リポルン、ヴェルテロート（以上5市町村はラインラント＝プファルツ州ライン＝ラーン郡）、エストリヒ＝ヴィンケル、ガイゼンハイム、リューデスハイム・アム・ライン（以上3市は、ラインガウ＝タウヌス郡）、ライン左岸に移ってトレヒティングスハウゼン、ニーダーハイムバッハ、オーバーディーバッハ、バッハラッハ（以上4町村はラインラント＝プファルツ州マインツ＝ビンゲン郡）である。

### 市の構成
本市には、ロルヒの他に、ロルヒハウゼン、エスペンシート、ランゼル、ランゼルベルク、ヴォルマーシートの市区が属している。

## 歴史
この地域では古くからすでに入植が行われていた。最初はケルト人、紀元前後からウビー族が、その後マティアチ族が住んだ。1世紀になるとローマ人がタウヌスまで侵出してきた。ローマ人の跡にはアレマン人が、さらに民族移動でフランク人が定住した。
ロルヒ市の最も古い文献記録は1085年の文書である（Lorecha と表記されている）。この文書には、マインツの聖堂律修司祭 Embricho が聖堂参事会にロルヒの屋敷とブドウ畑を含む多くの財産を寄進したことが、大司教ヴェツィーロによって記述されている。
12世紀以後ロルヒ付近にラインガウアー・ゲビュックの南端が設けられた。これはマインツ大司教によって設けられた茂みによる国境防衛施設である。13世紀にロルヒに教会区が設けられた。これは1254年に初めて文献に記録されている。1460年、1631年、1794年、第二次世界大戦末期にロルヒで戦闘が行われ、一部は大きく破壊された。
ロルヒは19世紀にプロイセン王国領となり、ヘッセン＝ナッサウ州に編入された。ロルヒは、13世紀にはすでに市壁と塔で防御され、都市権を得る条件を備えていたのだが、1885年にやっと市に昇格した。
1919年1月10日に、連合国の占領地域間に暫定的な連合国家としてボトルネック自由国が成立した。現在も、市域内の数多くの「ミニ国家」の紋章がこの時代を思い起こさせる。
ナチ時代、ロルヒには31人の外国人強制労働者（「オストアーバイター」すなわち東方労働者と呼ばれた）が、デグッサ＝ヴェルクでの労働を強いられていた。1945年3月には1日1,100人もの強制労働者が対戦車用塹壕を掘るために働かされた。
1960年代初め、ドイツ連邦軍はこの街に第5対空連隊を配備した。兵士とその家族のためにランゼルベルク住宅地が建設された。ヴィスパータールに設けられたラインガウ兵舎はこの街の重要な経済ファクターであった。多くの住民が兵舎、関連行政機関、弾薬庫、装備品倉庫、衛生品倉庫で働いていたためである。
ドイツ連邦軍の再編に伴い、この兵舎は1993年に閉鎖された。地下のロルヒ＝ヴィスパータール装備品主要倉庫とロルヒ＝ラインガウ衛生品主要倉庫はそこに遺された。連邦軍は2003年にロルヒ駐屯地から完全に撤退した。衛生品主要倉庫は2007年12月31日に、衛生中隊は2008年中頃に、装備品主要倉庫は2008年12月31日に閉鎖された。

### 地域再編
ヘッセン州の地域再編に伴い、1971年10月1日にそれまで独立した町村であったロルヒハウゼンとロルヒ市が自主的に合併し、ロルヒ市が拡大した。1977年1月1日、州法の発効によりエスペンシート、ランゼル、ヴォルマーシートが合併し、同時にロルヒが属していたラインガウ郡がウンタータウヌス郡と合併してラインガウ＝タウヌス郡が形成された。ロルヒに合併した旧町村と中核市区は、ヘッセン市町村法に基づき、オルツバイラート（地区委員会）とオルツフォアシュテーアー（地区代表者）を有するオルツベツィルク（行政地区）となっている。

## 住民

### 人口構成
Zensus 2011 の調査結果によれば、2011年5月9日の調査時点でロルヒの人口は3,806人であった。このうち455人 (12.0 %) が外国人で、183人がEU圏内、126人がEU圏外のヨーロッパ人で、145人がその他の外国人であった。住民は1742戸に住んでいた。このうち513戸が単身世帯、518戸が子供のいないペア、528戸が子供のいるペア、148戸が多世代世帯、39戸が共同生活世帯であった。

### 人口推移
- 1525年: 244戸（ロルヒハウゼンを含む）[3]
- 1700年: 154人（一定以上の市民権を有する住民、ロルヒハウゼンを含む）[3]

1970年以降はヘッセン州の地域再編後に編入された地域を含む
出典: LAGIS, Zensus 2011, Hessisches Statistisches Informationssystem

### 宗教
ロルヒは主にカトリックの街であり、カトリック教会が1つ存在する。福音主義信者は1908年からオーバーヴァーク4番地の家の教会ホールで集会を行っている。その他の宗教の信者はわずかである。

#### 宗教統計
- 1885年: 福音主義信者 109人 (5.05 %)、カトリック信者 2,039人 (94.57 %)、その他のキリスト教宗派 4人 (0.19 %)[3]
- 1961年: 福音主義信者 255人 (9.07 %)、カトリック信者 2,544人 (90.50 %)[3]
- 2011年: 福音主義信者 578人 (15.2 %)、カトリック信者 2,452人 (64.4 %)、その他 779人 (20.5 %)[9]

## 行政

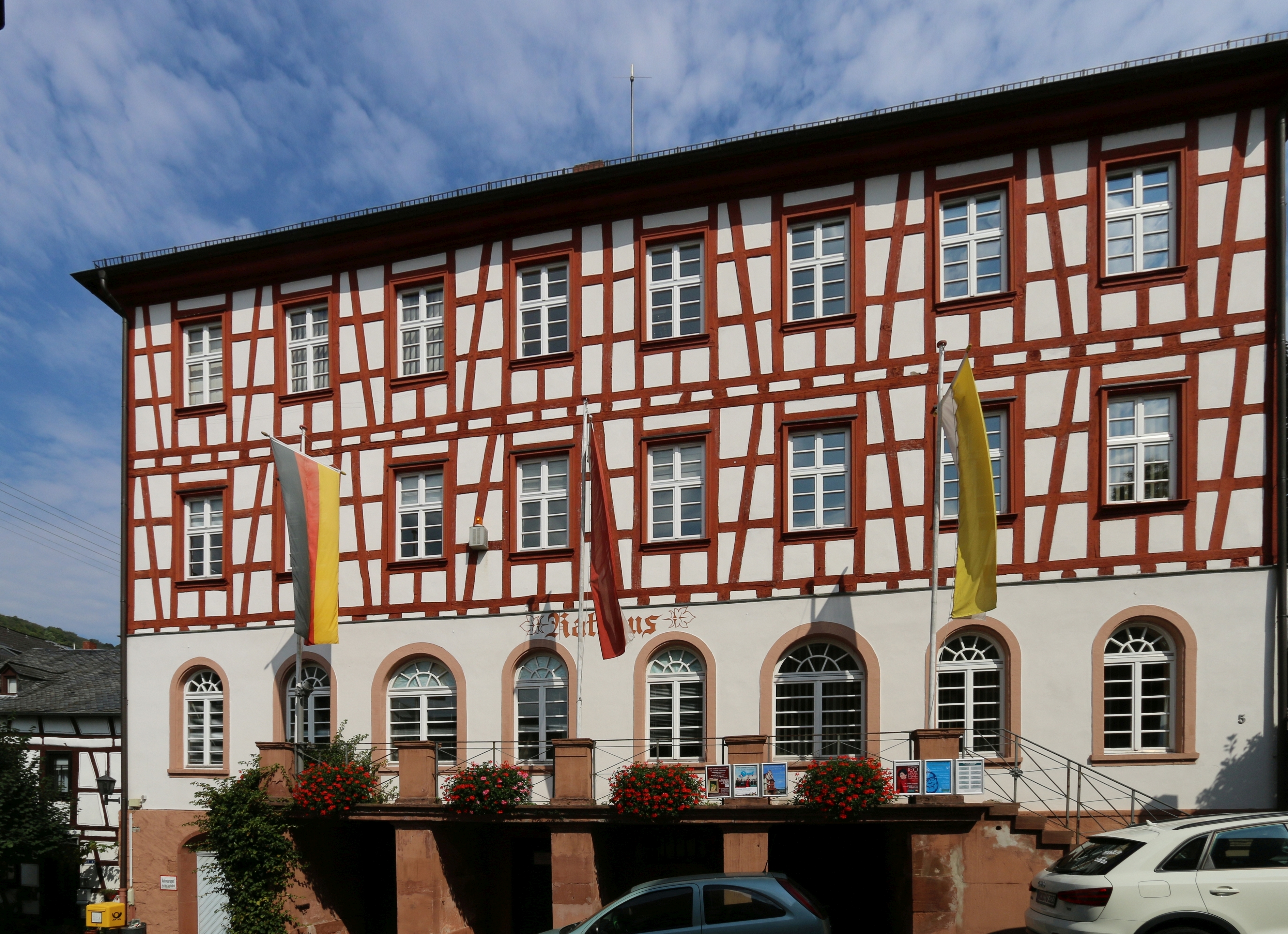
ロルヒ市庁舎

### 市議会
ロルヒの市議会は19議席からなる。

### 首長
イーヴォ・レスラー（無所属）は、当時現職だったユルゲン・ヘルビング (CDU) との2019年6月16日の市長選挙決選投票において 51.2 % の票を獲得して市長に選出された。この選挙の投票率は 63.6 % であった。彼は2020年2月1日に市長に就任した。
過去の市長:
- 1948年 - 1971年: カールホフマン
- 1972年 - 1984年: ヴォルフガング・ムーノ (CDU)
- 1984年 - 1990年: アレクサンダー・シュナイダー
- 1990年 - 2008年: ギュンターレッツマン (SPD)
- 2008年 - 2020年:ユルゲン・ヘルビング (CDU)

### 紋章
1973年までのロルヒの紋章は、下部1/4が赤地でその中にマインツの輪、主部は銀地に物乞いとマントを切り裂く聖マルティンが描かれていた。
1973年、自主的な合併に伴い、ロルヒハウゼンとロルヒ市の紋章は、共同で制作された紋章に置き換えられ、1973年2月28日にヘッセン州内務省から以下の図柄で承認された。
紋章は左右 2:1 の幅に分割。向かって左は赤地で上下に2つの銀色の輪。その間に水平に置かれた金の梁。向かって右は銀地に赤い剣。
新しい紋章の剣は、かつてのロルヒハウゼンの紋章に描かれていた突き刺された聖ボニファティウスの聖書を意味しているが、ロルヒの古い紋章のマントを切り裂く聖マルティンを示してもいる。マインツの輪は何世紀もの間マインツ選帝侯領に属していたことを象徴している。赤と白の配色はヘッセン州を表現している。

### 姉妹都市
ロルヒは、以下の都市と姉妹都市協定を結んでいる。
- リグージェ（フランス語版、英語版）（フランス、ヴィエンヌ県）1976年
- サン＝ブノワ（フランス語版、英語版）（フランス、ヴィエンヌ県）1976年

ワイン協力都市
- ギュータースロー（ノルトライン＝ヴェストファーレン州）
- ランゲンフェルト (ラインラント)（ドイツ語版、英語版）（ノルトライン＝ヴェストファーレン州）

## 文化と見所

### 博物館
ローベルト＝シュトルプマン博物館は、市の工芸・郷土博物館である。ここには12世紀の洗礼者ヨハネの刎ねられた頭部の木彫像や14世紀初めの幼子イエスを抱きブドウを持った荘厳な聖母像をはじめとする貴重な彫刻、文書、塑像、宗教用具が収蔵されている。この博物館は復活祭から10月末までの週末の午後、14時から17時まで開館している。同時に観光情報センターとしても機能しており、無料の情報パンフレットの他にロルヒの歴史や地元のワイナリーに関する本を販売してもいる。

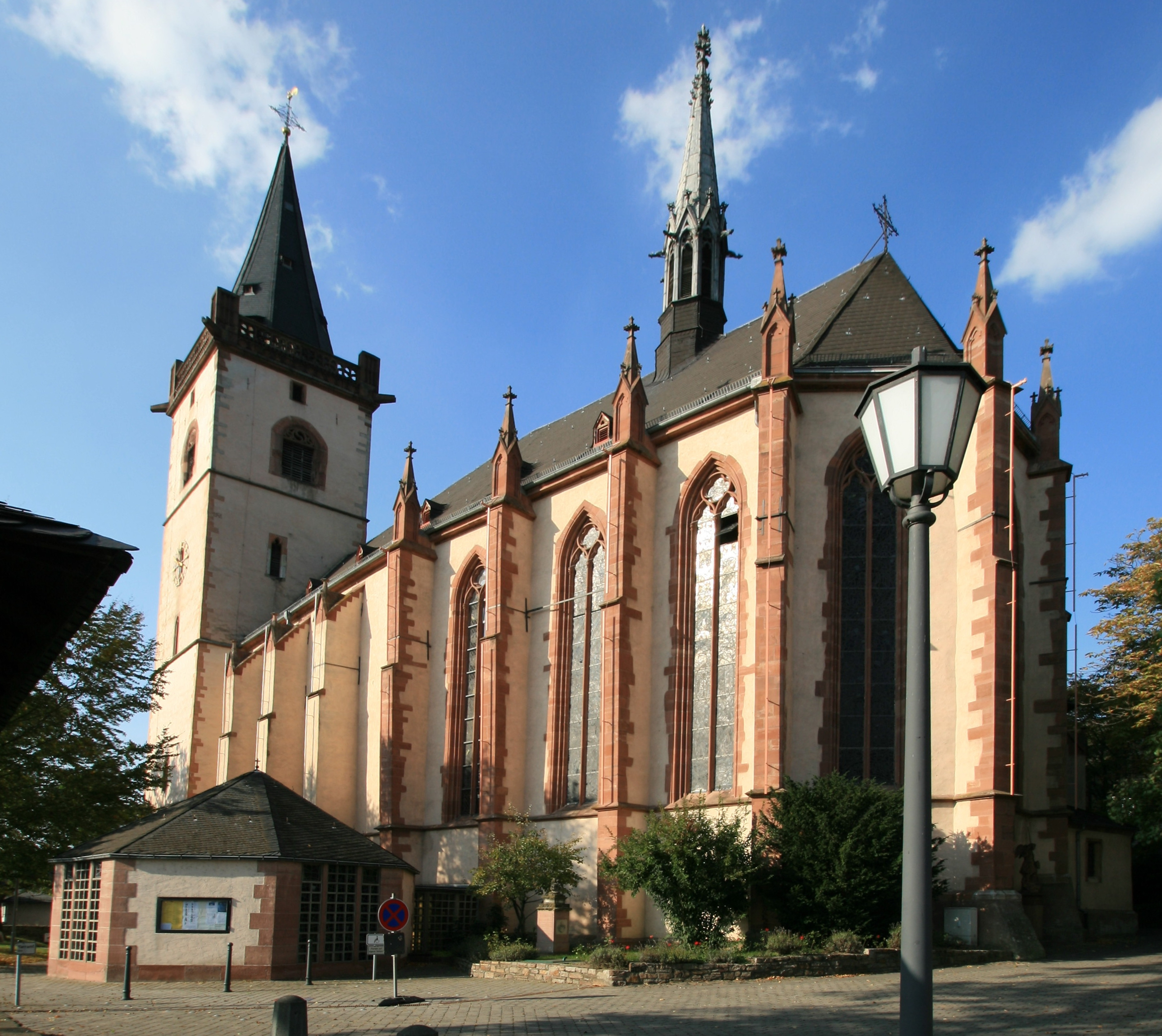
聖マルティン教区教会

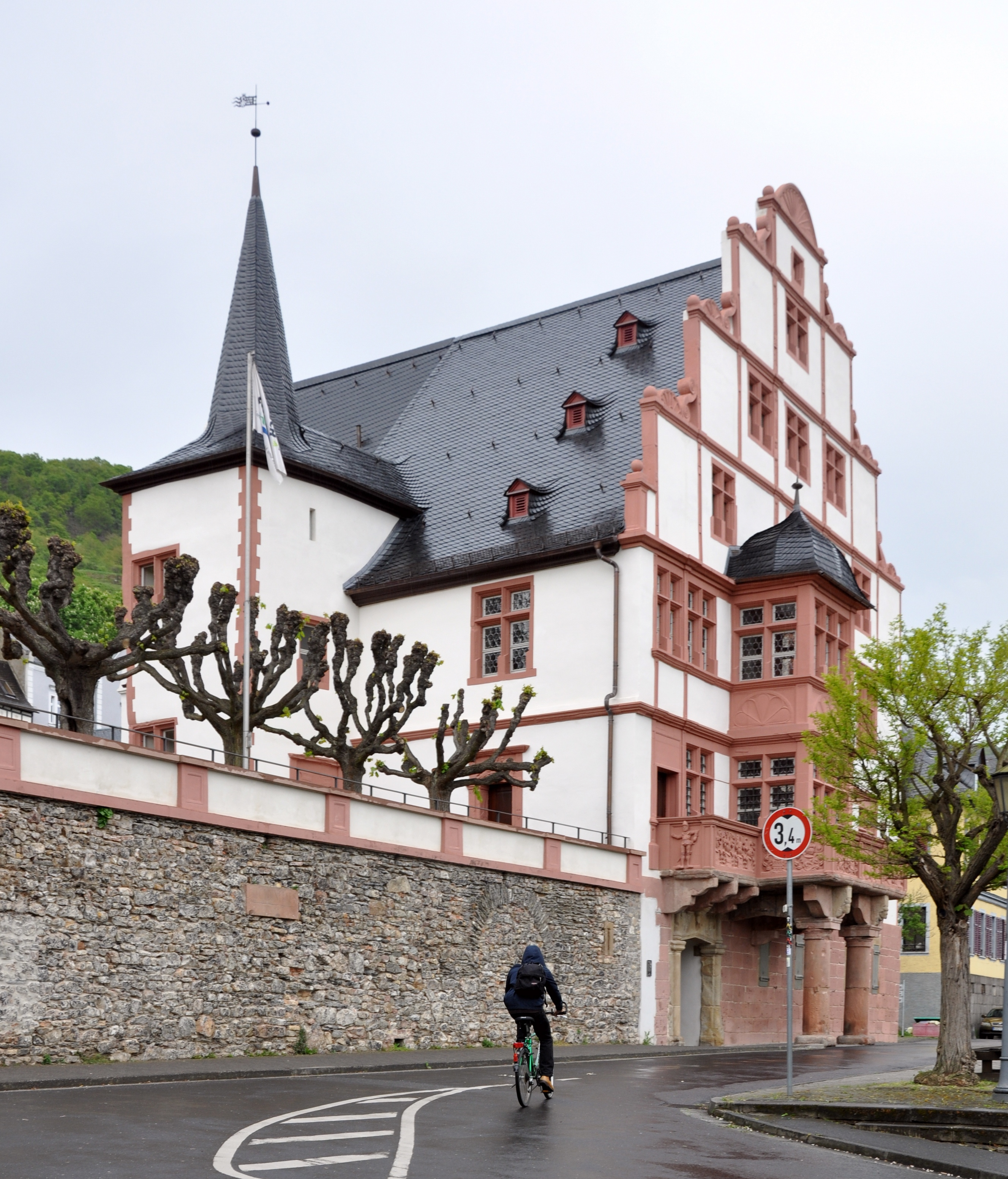
ヒルヒェンハウス

### 建物
主な見所としては、以下のものが挙げられる。
- 聖マルティン教区教会: 一部が遺されている14世紀の後期ロマネスク様式バシリカの遺構の上に建てられたゴシック様式のカトリックの教会堂。ハンス・ビルガー・フォン・ヴォルムス（異説もある）のゴシック様式主祭壇（1483年）を持つ。この祭壇は、リーメンシュナイダー以前に創られた現存する最大のモノクロームの彫刻祭壇であり、リムブルク司教区で最も価値の高い芸術作品とされている[15]。
- ヒルヒェンハウス: ラインガウの名門一族ヒルヒェン・フォン・ロルヒ家の16世紀中頃からの居館で、「ミッテルラインで最も美しいルネサンス建築」として知られている。ホテルへの改築の際に一部が崩壊したため、長らく廃墟となっていた。その修復は2014年初めに完了した。ヒルヒェンハウスにはロルヒ観光センターが入居しており、3階にヴィノテーク、2階に催事場（リッターザール）、1階に食堂が営業している。
- ノリヒ遺跡: 市の高台の岩山に遺されたかつての都市防衛施設の遺構。
- シュトルンク: 1527年に建造された古い防衛施設の塔で、牢獄としても利用された。現在は結婚式場となっている。
- 円塔を有するレプローゼンハウス: 中世にはまだ街の外れだった場所に建てられたこの建物はハンセン病患者の療養施設であった。
- ヘクセン塔（直訳: 魔女の塔）: 中世から18世紀まで犯罪者の他に「魔女」も収監された牢獄であった。
- 十字架礼拝堂: ヴィスパータールの下流部に建てられたこの礼拝堂は、1486年に初めて文献に記録されている。この礼拝堂は、かつてロルヒに9つあった礼拝堂のうち遺された最後のものである。伝承によれば、その創設はボース・フォン・ヴァルデック家出身のある騎士の誓約による[16]。この礼拝堂は、1677年6月26日に補佐司祭アドルフ・ゴットフリート・ヴォルジウスによって献堂された。1738年に拡張され、1826年に修復がなされて、現在の姿になった。1897年に十字架の径が設けられた[17]。これは1971年に取り壊されたが、1893年にプレスベルクの彫刻家アントン・ハウストによって新たに創られた。

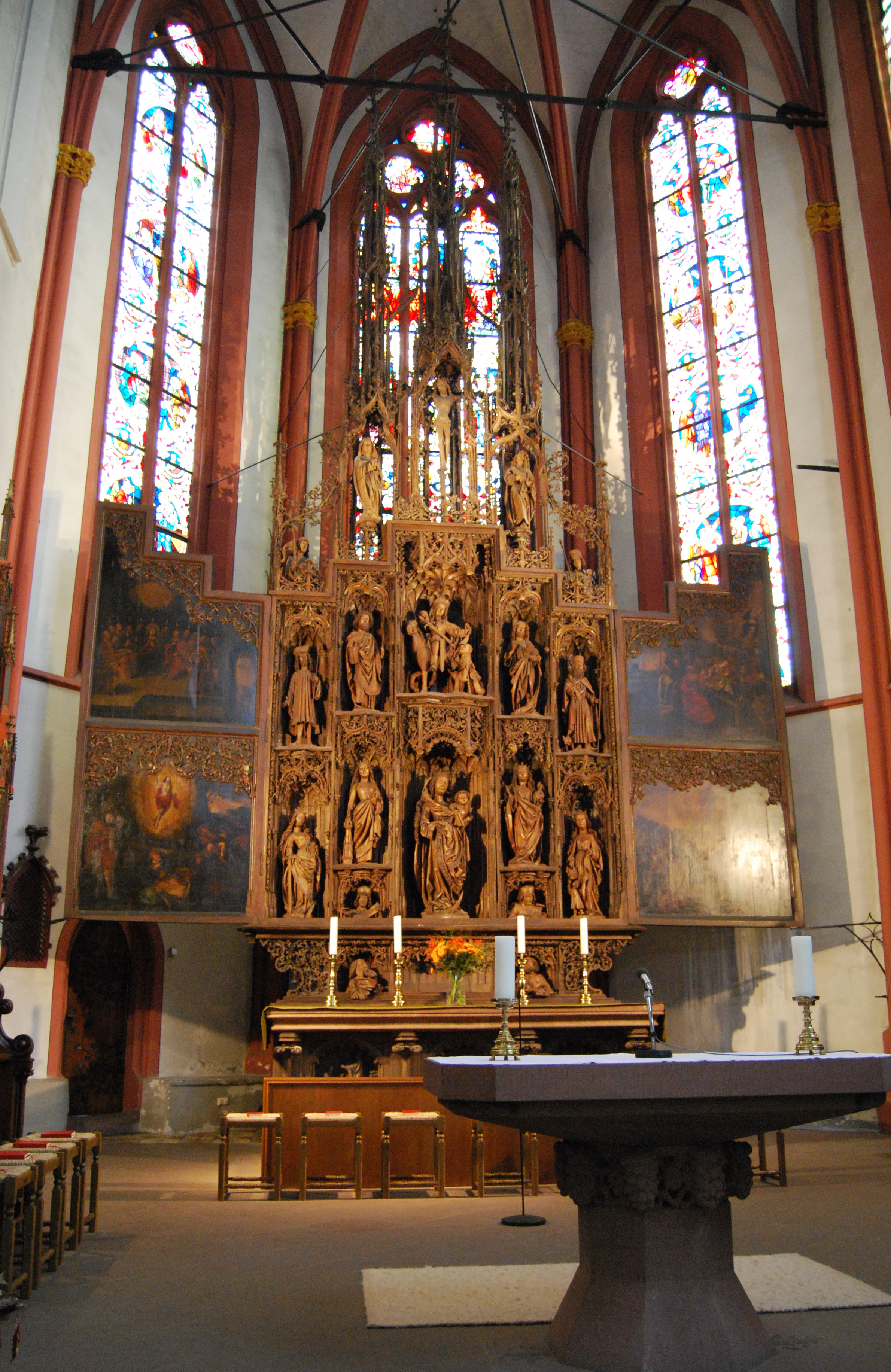
聖マルティンス教会の主祭壇
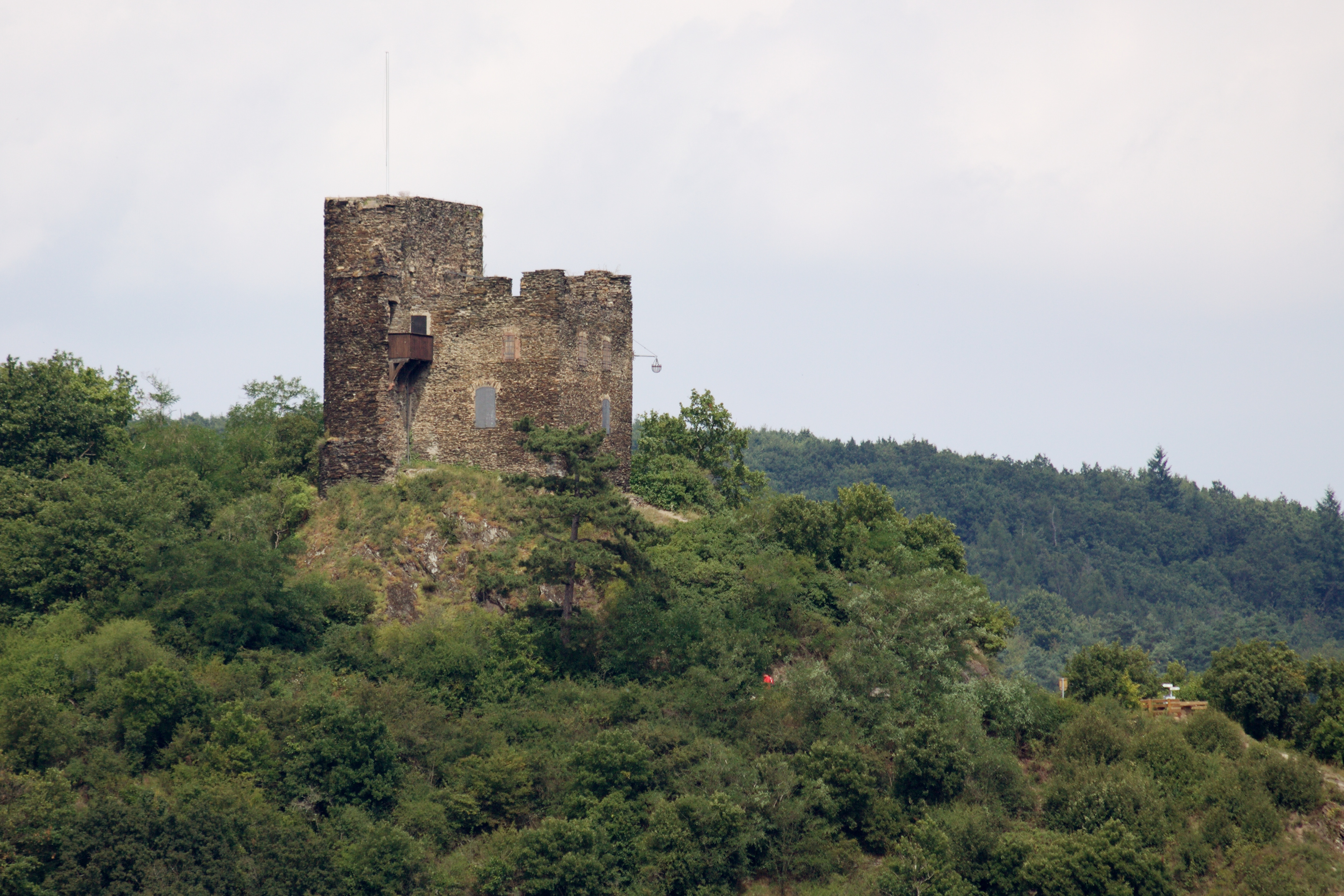
ノリヒ遺跡
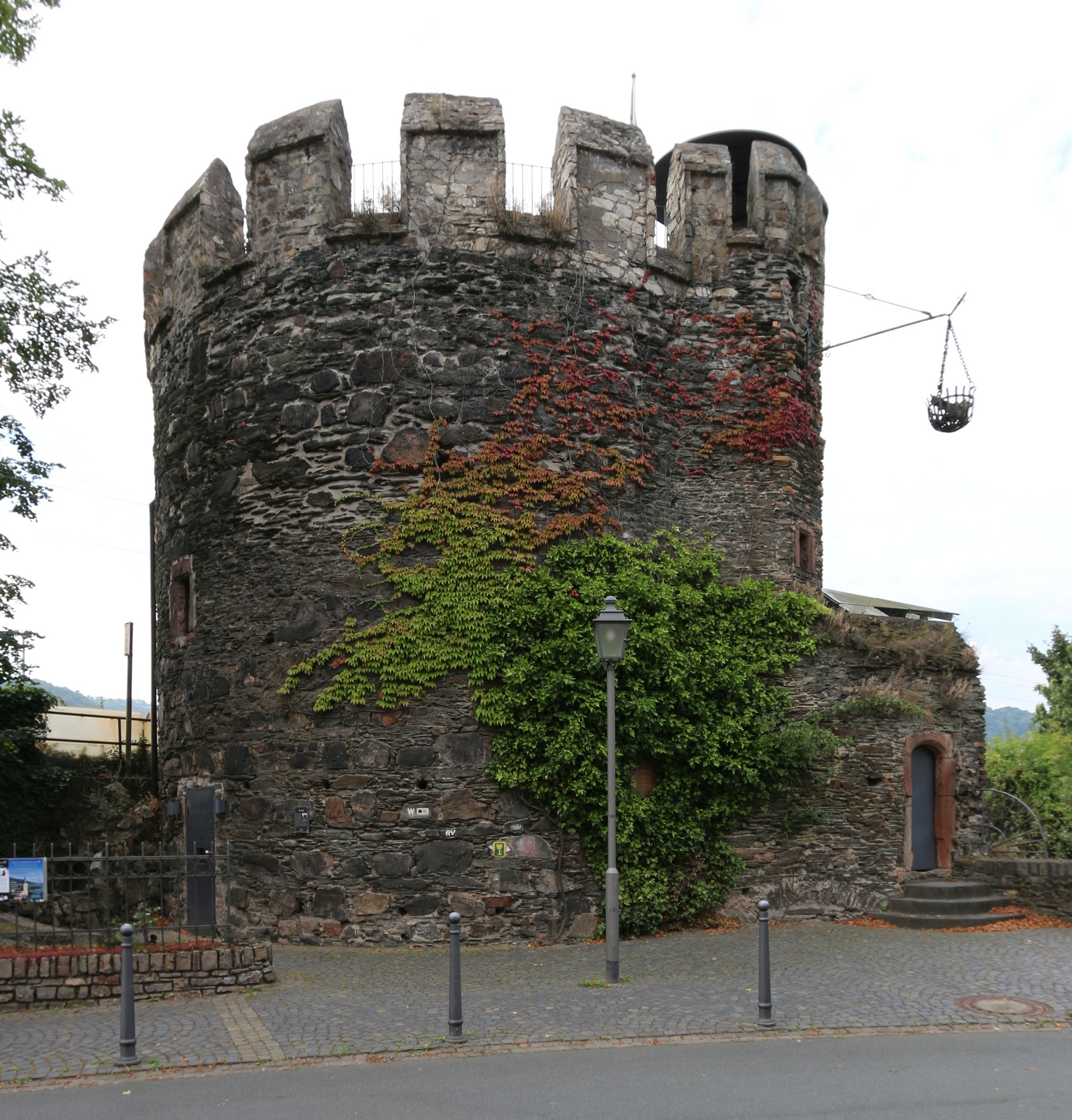
シュトルンク
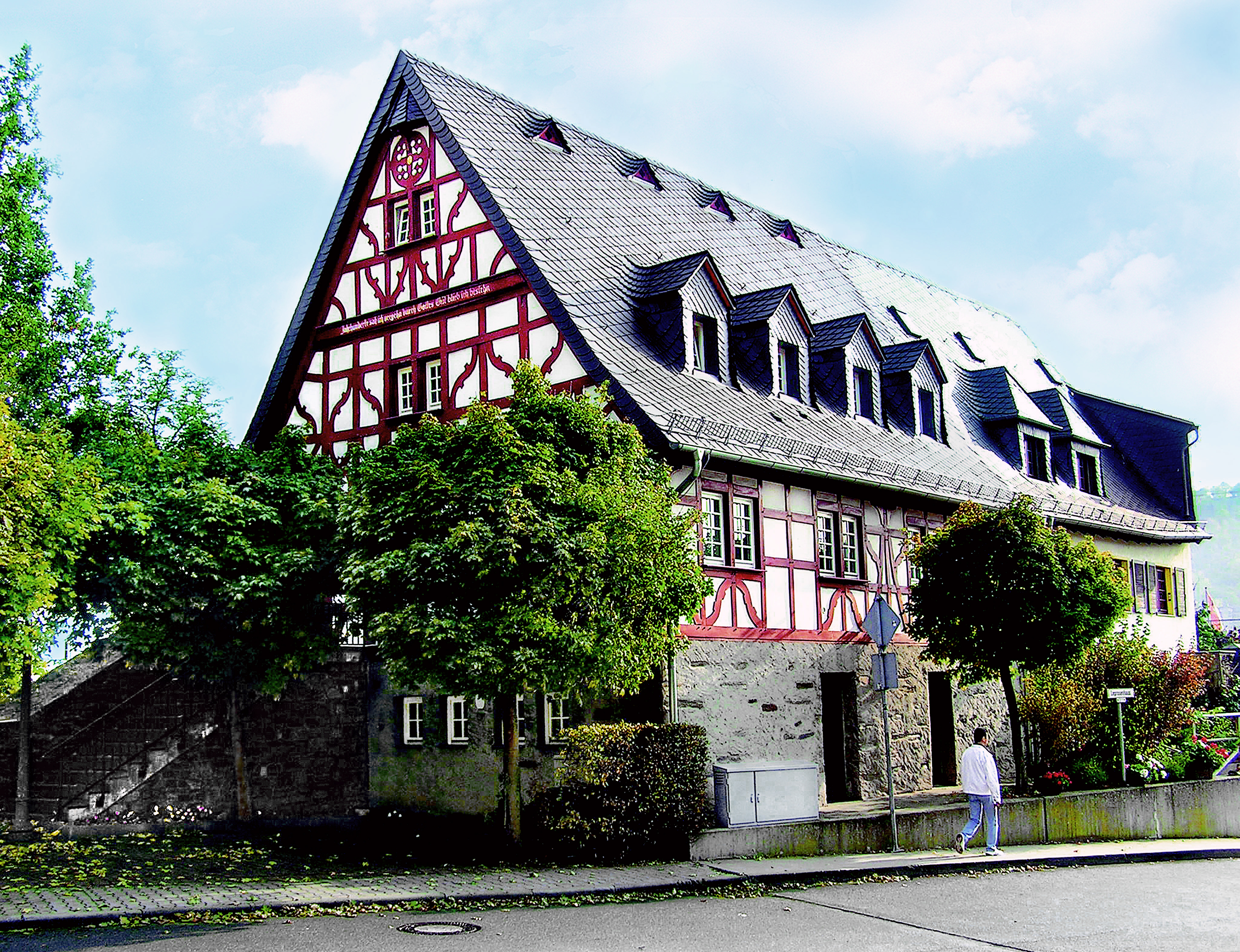
レプローゼンハウス
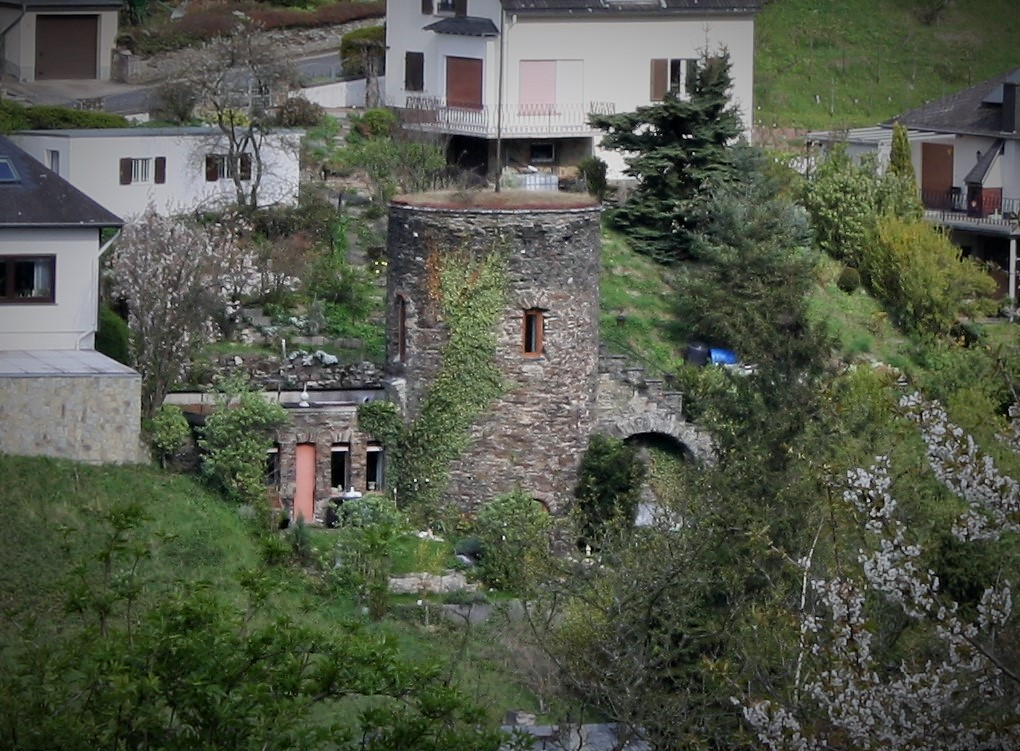
ヘクセン塔
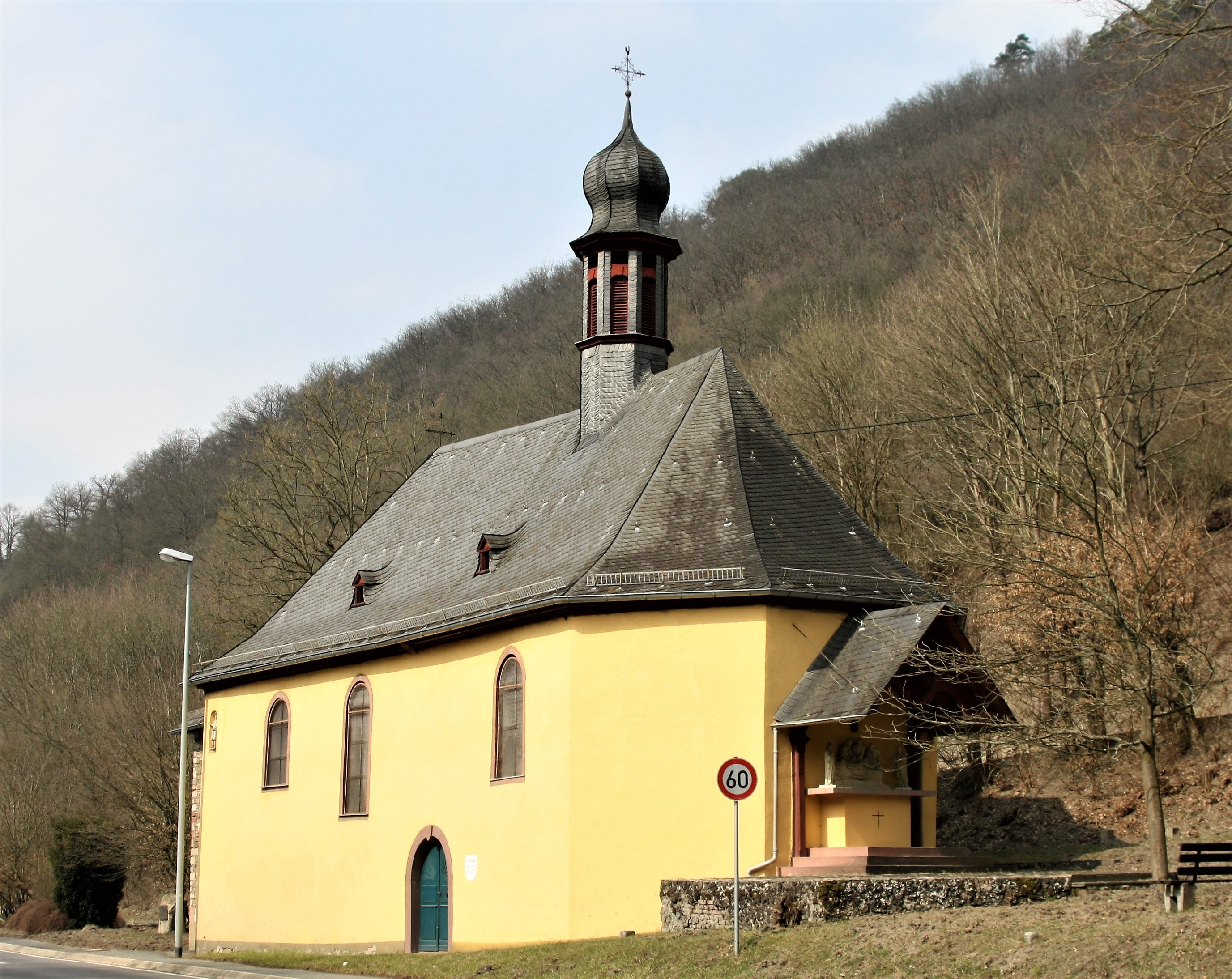
十字架礼拝堂

### 年中行事
- 大規模イベント「タール・トータル」は毎年6月の最終日曜日に開催される。このイベントでは、ライン右岸の連邦道 B42号線のリューデスハイムとコブレンツとの間およびライン左岸の連邦道 B9号線のビンゲンとコブレンツとの間が9時から19時まで間自動車の通行が遮断され、サイクリストやスケーターに開放される。「タール・トータル」は一時的に中止されており、新たなイベントスタイルに変更されることになっている。
- ヒルヒェンフェスト: 毎年7月第3週末に開催される。
- ケルプ（教会開基祭）: 毎年9月第2週末に開催される。
- ロルヒの文化の日: 1991年から毎年9月末から10月初めに開催される。演劇、コンサート、展覧会が行われる。
- クリスマスマーケット: 毎年第1アドヴェント前の土曜日に開かれる。
- ラインガウ音楽フェスティバル: オルガンコンサートを中心とした聖マルティン教会でのコンサート。1988年から毎年7月に開催される。
- ヴォルマーシャイトのトローペン・タンゴ: 8月第1週末に開催される。

## 経済と社会資本

### 経済と地元企業
ロルヒでは、ワイン製造と観光業が重要である。また、数多くのサービス業者や手工業者が存在する。ロルヒ＝ラインガウ衛生品主要倉庫と装備品倉庫の閉鎖により約280人の民間人の職場が失われた。かつての連邦軍の敷地には産業パークが設けれ、これにより多くの企業の進出が現実化した。失業はこれまで、こうした措置によって部分的ではあるが抑制されている。この街の大きな企業としては、シュヴァンク・シュペディティオーン GmbH やパッケージメーカーのシュラート・プラスティクス GmbH がある。
2019年時点でロルヒ・アム・ラインには社会保険支払い義務のある就労者が784人働いている。

### 交通

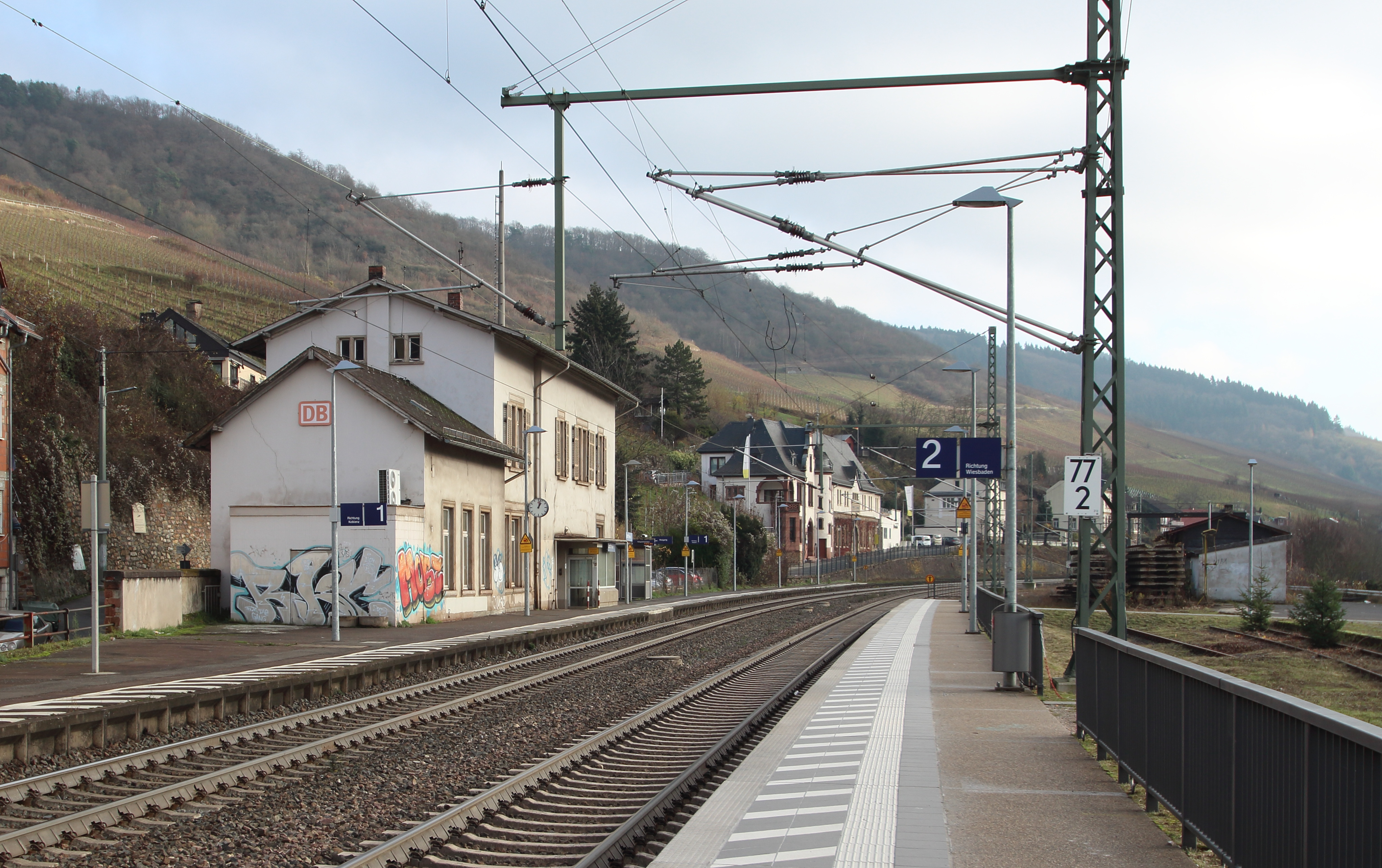
ロルヒ・アム・ライン駅

ロルヒは連邦道 B42号線コブレンツ - ヴィースバーデン間に位置しており、これと並行して鉄道が走っている。ヴィースバーデン方面の、フランクフルト方面に通じるアウトバーン A66号線のインターチェンジまでの距離は約 40 km である。ケルン/コブレンツ/ルートヴィヒスハーフェンに通じる A61/A60号線のジャンクションへは、ヴィースバーデン＝シールシュタイナー・ライン橋を渡るか、ロルヒやカウプからフェリーに乗り、ラウデルト・インターチェンジあるいはラインベレン・インターチェンジからアウトバーンに乗る。本市はライン＝マイン交通連盟のライン右岸線で結ばれている。さらにライン近郊乗り合いバスのヴィースバーデン - ロルヒハウゼン線が通っている。ヴィースバーデンからコブレンツ近郊のエーレンブライトシュタイン城塞を経由してボンに至る新しい広域遊歩道ラインシュタイクはロルヒのラインヘーエを通っている。

### 遊歩道
- ラインシュタイクはヴィースバーデンからボンに至るライン右岸の遊歩道である。ラインヘーエを通っている[19]。
- 2000年に整備されたラインガウアー・ゲビュック遊歩道はロルヒを終点としている[20]。
- ヴィスパータールシュタイクはルフトクアオルト（空気の清浄な保養地）のエスペンシート (ロルヒ) とヴィスパーとを結ぶ全長 15 km のプレミアム環状遊歩道である。この遊歩道は、以下に挙げる6つの遊歩道と同じく、新しいヴィスパートレイル遊歩道の1つである[21]。
- ヴィスパータウヌスシュタイクは、ライン河畔の駐車場を起点とし、1日の行程としてはヴィースパー＝タウヌスを通ってエスペンシートまで (22 km)、2日はここからヴィスパー川の水源地域であるケーメルに至る (21.2 km)[22]。
- 9.5 km の環状遊歩道イン＝ヴィーノ＝ヴェリタスは、やはりライン河畔の駐車場を起点として、ロマンティックなブドウ畑の中やヴィースパータールとラインタールとの境界をなす森の小径を通っている[23]。
- 9.3 km のとても人気のある環状遊歩道ライン＝ヴィスパー＝グリュックは、本来ロルヒハウゼンからスタートするのだが[24]、ここには十分な駐車スペースがないため、列車を利用しない場合には、ロルヒのライン河畔駐車場に車を置いて、標識に従って移動する。
- 10.6 km の環状遊歩道ランゼラー＝ヘーエンラウシュは、ランゼル地区周辺のヴァイスパー川の2つの横谷、ドルジットタールとランゼルバッハタールを通っている[25]。
- ヴォルマーシート周辺を 7.9 km の環状遊歩道ヴォルマーシーダー＝グレンツヴェークが通っている。この遊歩道はマインツ選帝侯領の歴史的な領邦の境界に沿って通っている。この境界は現在もヘッセン州とラインラント＝プファルツ州との州境になっている[26]。
- さらに 4.2 km から 18.2 km の10本のロルヒ環状遊歩道がロルヒおよびロルヒハウゼン周辺にある。無料の折りたたみ地図がツーリストインフォメーションで入手できる[27]。
- 全長 1.2 km の勉強になる地質学環状遊歩道がロルヒの墓地を起点としている[28]。

### ワイン造り

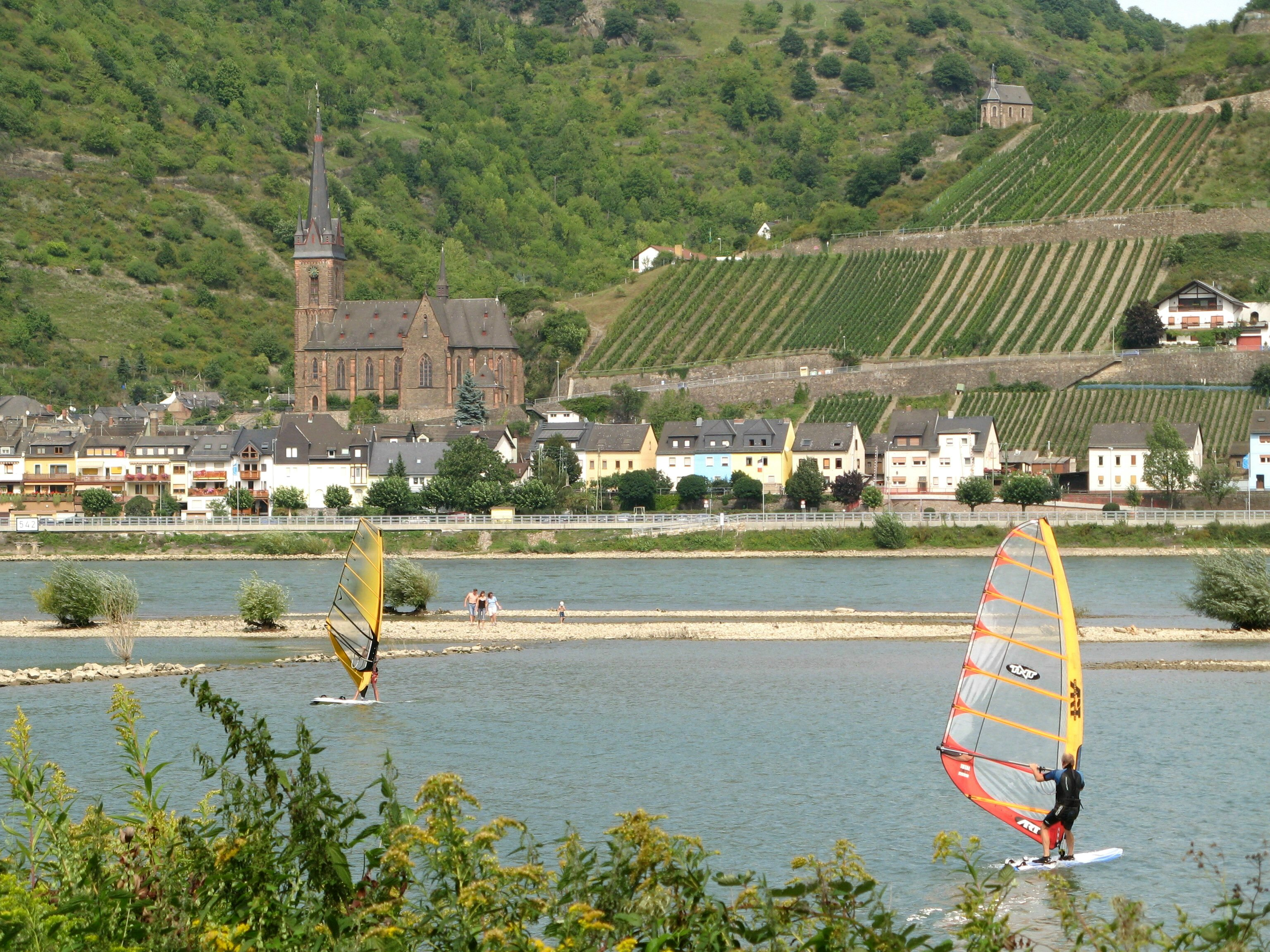
ブドウ畑を背にしたロルヒハウゼン。麓の教会は聖ボニファティウス教会、山の上にあるのがクレメンス礼拝堂。

ロルヒのワイン造りは、ワイン生産地区ラインガウのグロースラーゲ・ブルクヴェークに属す。アインツェルラーゲは、ロルヒハウゼンからアスマンスハウゼン方面にライン川を遡る順で以下のように並んでいる。
- シュロスベルク (53 ha): ロルヒ - ロルヒハウゼンの境界からヴァイスパー川の河口を経てボーベンデラー・カドリヒまで。
- カペレンベルク (58 ha): ボーベンデラー・カドリヒからベッヒャーグルントまで。
- クローネ (13 ha): ベッヒャーグルントからホストカドリヒまで。
- プファッフェンヴィース (35 ha): ホストカドリヒからボーデングルーバー・カドリヒまで。
- ボーデンタール＝シュタインベルク (23 ha): ボーデングルーバー・カドリヒからボーデンタールを経て市境のシュパイスバッハ河口の手前約 150 m まで。

ブドウの種類は主にリースリングであるが、シュペートブルグンダーも比較的大きな割合を占める。ワインからエーデルブラント（蒸留酒）やゼクト（スパークリングワイン）も造られる。
ブドウは、石の多い、熱を蓄えやすい粘板岩と珪岩の急斜面で育つ。ライン川の大きな水面が温度を均一化し、同時に反射板の役割を果たして日光をブドウ畑に導き、強化する。

### 教育
- ヴィスパーシューレ（基礎課程学校）

## 人物

### 出身者
- ハンス・オットー・ユング（1920年 - 2009年）企業家、ジャズミュージシャン
- ゲルハルト・シュヴェンツァー（ドイツ語版）（1938年 - ）聖職者。1983年から2005年までオスロ司教を務めた。

## 関連文献
- Robert Struppmann (1981, 1988). Chronik der Stadt Lorch im Rheingau
- Holger Simon (2003). “Das Hochaltarretabel aus Lorch am Rhein. Grundlegende Überlegungen zum neuzeitlichen Bildbegriff”. In Norbert Nußbaum, Claudia Euskirchen, Stephan Hoppe. Wege zur Renaissance. Beobachtungen zu den Anfängen neuzeitlicher Kunstauffassung im Rheinland und den Nachbargebieten um 1500. Köln. pp. 364–389
- ロルヒ - Hessischen Bibliographie
- Lorchの著作およびLorchを主題とする文献 - ドイツ国立図書館の蔵書目録（ドイツ語）より。

### 訳注
1. ↑  ドイツ語: Gebückは、樹木や逆茂木などで国境を護る鹿砦を意味する。